# Решке, Освальд Адольфович
О́свальд Адо́льфович Ре́шке (27 сентября 1883, Киев — неизвестно) — российский спортивный стрелок. Участник летних Олимпийских игр 1912 года.

## Биография
Освальд Решке родился 27 сентября 1883 года в Киеве.
В 1904 году окончил Киевское военное училище. 
По состоянию на 1 января 1909 года был поручиком 8-го Восточно-Сибирского стрелкового полка.
В 1912 году вошёл в состав сборной России на летних Олимпийских играх в Стокгольме. Выступал в трёх видах стрелковой программы. В стрельбе из произвольной винтовки с трёх позиций с дистанции 300 метров занял 73-е место, набрав 699 очков и уступив 288 очков завоевавшему золото Полю Коля из Франции. В стрельбе из военной винтовки с трёх позиций с дистанции 300 метров занял 47-е место, набрав 78 очков и уступив 19 очков ставшему победителем Шандору Прокоппу из Венгрии. В стрельбе из военной винтовки с произвольной позиции с дистанции 600 метров занял 58-е место, набрав 71 очко и уступив 23 очка победившему Полю Коля.
Среди российских стрелков в первой дисциплине стал восьмым, во второй — шестым, в третьей — четвёртым.
В ноябре 1915 года, будучи штабс-капитаном 200-го пехотного Кроншлотского полка, был награждён орденом святой Анны 3-й степени с мечами и бантом.
После революции служил в армии Украинской Народной Республики. Весной 1919 года был начальником оперативного отдела штаба Восточного фронта армии УНР, с 26 июля 1919 года — начальником штаба Киевской группы армии УНР.
О дальнейшей жизни данных нет.